# Aurelija Misevičiūtė
Aurelija Misevičiūtė (* 24. April 1986 in Klaipėda, Sowjetunion) ist eine ehemalige litauische Tennisspielerin.

## Karriere
Misevičiūtė begann im Alter von acht Jahren mit dem Tennissport und spielte laut ITF-Profil bevorzugt auf Sand- und Hartplätzen. Auf Turnieren der ITF Women’s World Tennis Tour gewann sie einen Titel im Einzel.
Bei den French Open 2003 erreichte sie mit ihrer Partnerin Andrea Sestini Hlaváčková das Halbfinale im Juniorinnendoppel.
Bei den Qatar TotalFinaElf Open 2003 erhielt sie eine Wildcard für die Qualifikation, wo sie aber bereits in der ersten Runde verlor. Bei den Grand Prix SAR La Princesse Lalla Meryem 2003 erreichte sie mit einem 3:6, 6:3, 6:4-Sieg in der ersten Runde der Qualifikation gegen Evelyn Fauth die zweite Runde, wo sie gegen Rita Kuti-Kis mit 1:6 und 5:7 verlor.
In den Jahren 2005, 2006, 2008 und 2011 trat sie insgesamt 14-mal für die Litauische Fed-Cup-Mannschaft an und gewann von ihren 21 Matches 13, davon zehn im Einzel und drei im Doppel.

## College-Tennis
Bei den NCAA Division I Tennis Championships 2008 erreichte sie das Halbfinale, bei den NCAA Division I Tennis Championships 2009 im Dameneinzel.

## Turniersiege

### Einzel
| Nr. | Datum           | Turnier | Kategorie   | Belag     | Finalgegnerin | Ergebnis      |
| --- | --------------- | ------- | ----------- | --------- | ------------- | ------------- |
| 1.  | 9. Februar 2003 | Doha    | ITF $25.000 | Hartplatz | Galina Fokina | 6:4, 4:6, 6:4 |